# Xuân Nhật

Vị trí tại Bình Đông

Xuân Nhật (tiếng Trung: 春日鄉; bính âm: Chūnrì Xiāng) là một hương (xã) của huyện Bình Đông, tỉnh Đài Loan, Trung Hoa Dân Quốc (Đài Loan). Xuân Nhật nằm trên dãy núi Trung ương với 95% diện tích là đối núi. Cư dân của hương chủ yếu là thổ dân Paiwan. Xuân Nhật có diện tích 160,0010 km², dân số vào tháng 8 năm 2011 là 4.841 người thuộc 1.324 hộ gia đình, mật độ cư trú đạt 30 người/km².